# Tettigonia lozanoi
Tettigonia lozanoi är en insektsart som först beskrevs av Bolívar, I. 1914.  Tettigonia lozanoi ingår i släktet Tettigonia och familjen vårtbitare. Inga underarter finns listade i Catalogue of Life.